# 崩坏读唇语

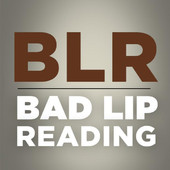
崩坏读唇语的標誌，來自iTunes原創單曲「Gang Fight!」的封面

崩坏读唇语（英語：Bad Lip Reading，縮寫：BLR）是一个YouTube频道，该频道由一个音乐制作商业公司内的匿名个人运营。它主要以原带配音的方式给电影片段、电视剧片段、歌曲和政治新闻配上能匹配来源的声音作品来达到幽默效果。滚石杂志将该频道描述为“在2012年美国总统选举中“史无前例的大热门”。制作者拒绝透露自己的身份。

## 背景
崩坏读唇语的幕后是一家位于德克萨斯的匿名的音乐及视频制作商。第一个崩坏读唇语的视频是对瑞贝卡·布莱克的歌曲Friday进行的恶搞，恶搞作品名为Gang Fight。新的歌曲和歌词都和原歌曲如出一辙，似乎歌手在唱黑帮混战的故事。该恶搞视频发布于2011年3月，为崩坏读唇语赢得了一百万个点击量和数千名订阅者。
更多的恶搞视频随之而来。包括恶搞黑眼豆豆的Boom Boom Pow，泰勒·斯威夫特的Our Song和麥可·布雷的Haven't Met You Yet。最后一首歌被改变成Russian Unicorn，而麥可·布雷称赞道这是他“新的最喜欢的歌”，并且说“这是我见过的最酷的东西了”。
2011年9月，崩坏读唇语展开支线，不拘泥于流行歌手，开始尝试恶搞政客里克·佩里。崩坏读唇语用自创的对话替换了原来视频里的内容，而新对话能完全匹配。
在接受滚石采访时，幕后制作者提到，他头一次遇到读唇法是在他母亲40岁时，由于未知原因丧失了听力。尽管他的母亲善于读唇法，但他尽管尝试也不能掌握这个技能。他表示，“我在这方面真是糟糕透了”。

## 版权争议
崩坏读唇语的其中一个作品，基于Will.i.am和Nicki Minaj的Check It Out的Dirty Spaceman，在一份侵犯版权的诉求下被撤下。视频究竟是因环球唱片正式发布了数字千年版权法侵权删除申请，还是Youtube的内容指纹匹配系统自动检测并移除，已经不得而知。除此之外，在2012年3月，基于詹姆仕·布朗特的You're Beautiful重做视频Beard With Glue因华纳音乐集团提出版权投诉而被删除。但后者不像前者，在投诉之后，视频又被恢复了。类似地，在2011年，Gang Fight也曾被删除，但随后也被恢复了。

## 引用
1. 1 2 3  Dickinson, Tim. . Rolling Stone. 2011年10月7日  [2011年10月12日]. （原始内容存档于2011年10月13日）.
2. ↑  Bell, Melissa. . Washington Post. 2011年10月7日  [2012年6月9日]. （原始内容存档于2021年1月22日）.
3. ↑  Macarthur, Amber. . The Globe and Mail. 2011年9月30日  [2011年10月13日]. （原始内容存档于2012年2月11日）.
4. ↑  Masnick, Mike. . techdirt.   [2012年3月21日]. （原始内容存档于2021年1月22日）.

## 外部連結
- 官方网站（英文）
- YouTube上的（英文）